# 刺盾藻属
刺盾藻属（学名：Acanthopeltis）是赤叶藻科下的一个属。

## 下属物种
本属包括以下物种：
- 鸡脚菜 Acanthopeltis japonica Okamura，日本刺盾藻
- Acanthococcus longiramulosa Y.P.Lee & B.S.Kim